# 奧林匹亞的晚宴
《奧林匹亞的晚宴》是由Idea Factory制作發行的戀愛冒險遊戲，在2020年4月16日於日本首次發行，对应任天堂Switch平台。
繁体中文版由Game Source Entertainment（GSE）于2021年於6月1日發行。

## 遊戲劇情

### 遊戲簡介
創始之初，世界渾沌黑暗，女神天照大神創造了太陽，男神月讀尊創造了月亮。來自異世，被稱為異世奇人的卑流呼大人乘著葦之舟出現，卑流呼大人首先創造了天供島，又創造了三種尊貴的初始之色，分別賦予了力量。【青】被賦予讓魂魄回歸天上之力，【黃】被賦予傾聽卑流呼大人聲音之力，【赤】被賦予受詛咒的血脈與土地，色生於色，歷經長久歲月，進而形成【色】的等級差別。
擁有唯一之色的奧林匹亞迎來十八歲生日的那天，為了不使稀少的【白】滅絕，必須找到可以共度餘生的對象，「在天女島出生的你是非常特別的存在。」、「你可以自由選擇這座島上任何顏色的男子。」。因為過去所發生的事而抗拒與外界交流的她，最終選擇相信已故母親的話而邁出第一步。為了找到真正會愛自己的人，為了遇到自己所尋求的靈魂伴侶。

### 世界觀用語
天供島
一座單獨漂浮於海上、資源豐富的島嶼，由卑流呼與【赤】、【青】、【黃】之族長治理。鄰近處另有一座被稱為天女島的島嶼。
天女島
一座單獨漂浮於海上，被漩渦保護的島嶼，一般人無法到天女島，傳說天照大神沉眠於島上的生水。島上只有【白】居住。
異世奇人
來自天供島、天女島以外，不同世界的人，如何到來、為何出現一切皆不明。
色層
天供島上的人們根據與生俱來的顏色，被分成各種階級。即便是同胎所生也有可能擁有不同的顏色，進而所屬的階級也不相同。色層由高到低分別為：白（特色）→赤、青、黃（原色）→朱、橙、黃綠、綠、青綠、綠青、青紫、紫、赤紫（獨色）→混和三色（甲）→混和四色以上（乙）→失敗的顏色或罪犯（無色）→黑（化色）
理
天供島上的中立組織，負責情報的保存與延續。
軍方
維持天供島上秩序的組織。
黃泉
無色與化色居住的地方，是陽光照不到的地下。 一般地上的人需要有通行證才能進到黃泉，黃泉的人則幾乎沒可能到地上。
拔之術
將靈魂從肉體抽離的能力。
結晶
透過拔之術將靈魂從肉體抽離後，靈魂會形成對應色層的結晶。地上人的結晶會用於天三柱建造，黃泉人的結晶會由奧林匹亞獻舞時送給太陽。

### 角色介紹

#### 主要角色
奧林匹亞（聲優：無）
遊戲本作裡玩家扮演的女主角，本名白夜，遊戲中可變更本名，18歲。
色層：特色【白】。
「天命/生命」
十三年前五歲生日那天，因天女島上發生災禍，【白】全族被滅僅剩奧林匹亞一人倖存，因此被接到天供島上，由【黃】的族長照顧。【白】一族擁有獻舞給天照大神的使命，從十六歲起獨自擔當獻舞任務。對天供島的居民來說，天女島上的【白】是傳說般的存在，因此居民抱持的尊敬與懼怕，奧林匹亞受不了人民的眼光而封閉自我閉門不出，直到十八歲生日那天，她被告知為了不使【白】滅絕，必須在一年內找到夫婿結合，以延續【白】的存在。飼養了一隻名叫「大福」的白鼠。
朱 砂（聲優：松岡禎丞）
色層：原色【赤】。
「業/愛」
理的所長，提出奧林匹亞的保護條例，催促她尋找夫婿。因為冷靜沉著，凡事都不帶私情而被稱為『鐵假面』，但其實很會照顧人，會明裡暗裡地幫助奧林匹亞。
玄葉（聲優：杉田智和）
色層：化色【黑】。
「未開/未來」
理的副所長，也是一名醫學博士。有著遇見奧林匹亞就忍不住想調侃對方的個性。善於察言觀色，是能炒熱氣氛的大哥哥。內心其實對色層的階級制度相當不滿。
璃空（聲優：島崎信長）
色層：原色【青】。
「戒/絆」
黃泉警備隊的所屬軍人。主要負責連接著黃泉的鳥居的警備與巡邏。性格認真﹑不曉變通。優秀的「拔之術」施術者，預定成為下任【青】之族長，因此為能盡其職責而日日專注於砥礪自身。
天草四郎時貞（聲優：上村祐翔）
色層：獨色【綠】。
「瑕瑾/發芽」
漂流至天供島的異世奇人之一。因歸化為【綠】，目前與【綠】的族長住在一起。雖然擁有以前的記憶，但不會對此多做闡述。飼養了大福的弟弟、白鼠「帕里斯」。
緣（聲優：內田雄馬）
色層：獨色【紫】。
「斷罪/救濟」
黃泉最大的名店、湯屋「死堇城」的主人。他自稱為「地獄大夫」，也是黃泉的掌權者。用拿手的占卜和引以為豪的藥湯招待著客人。
火向（聲優：堀江瞬）
色層：無色。
「死/生」
被稱為「葬儀社」的少年。擁有非常強大的「拔之力」，平時默默地將黃泉的人們的魂魄轉化成結晶。因為不太提及自己的事情，幾乎無人知曉有關他的事。

#### 相關角色
道摩（聲優：速水獎）
色層：【黃】。漂流至天供島的異世奇人其中之一，【黃】之族長。以監護人的身份收養了自幼舉目無親的奧林匹亞。因為身為【黃】之族長，被允許聽見卑流呼的聲音。
慈眼（聲優：宮本充）
色層：【赤】。漂流至天供島的異世奇人其中之一，【赤】之族長。對擁有受詛咒之血而受人忌諱的【赤】而言，是以異世智慧拯救了他們的英雄。是唯一一位知道時貞過往的人。
珠藍（聲優：澤城美雪）
色層：【青】。【青】之族長，在天供島土生土長。代替去世的丈夫，成為第一位擔任族長的女性。深受【青】族人民愛戴，但不知為何對奧林匹亞十分冷淡。
月黃泉（聲優：興津和幸）
色層：【不明】。居住在黃泉最底層「奈落」的謎樣男子。為罹患剝而失去部分身體的人製作義肢，或使用結晶為畫具繪製著大幅的曼荼羅。天女島【白】之一族的庇護者，對奧林匹亞來說就像家人一樣。
海浬（聲優：真堂圭）
色層：【無色】。兜售瓦版和卦籤的少年。因為帶著罕見的顏色出生而被丟棄，在黃泉的孤兒院長大。對地上的居民心存不滿。
明日羽（聲優：大內櫻子）
色層：【無色】。黃泉廣場上的擦鞋少年。憧憬醫生的職業，是玄葉最要好的年輕友人。和同樣在孤兒院長大的海浬是情同兄弟的夥伴。
柑南（聲優：柴崎哲志）
色層：【橙】。【橙】的年輕族長。島內的情報來源──「瓦版」的主事者，親自取材並執筆。負責管理展示有價值漂流物的「惠比壽樓」。是刈稻血脈相連的雙胞胎弟弟。
刈稻（聲優：村田太志）
色層：【黃】。雖然擁有【黃】的地位，但因犯下重罪而被流放至黃泉。柑南的雙胞胎哥哥，但出生時帶著強烈的黃，因而被【黃】的公家收為養子。目前擔任建造天三柱的搬運工以為贖罪。
薙草（聲優：駒田航）
色層：【黃綠】。【黃綠】族長的兒子。因為預定成為下任族長的地位、修長的身材與眉清目秀的外表，受到島上女性的注目。和柑南因為立場與年齡相近，關係十分良好。
叉梗（聲優：村井雄志）
色層：【青紫】。天真醫療院的院長。玄葉的恩師與前上司，為了醫療研究請求玄葉的協助。
卡梅莉亞（聲優：引坂理繪）
在死菫城工作的女僕。出自月黃泉之手、近似於人類的人偶。協助緣的工作。靠著發條活動，一旦發條走完就會停止活動。
大福
侍奉月黃泉的白鼠一族。白鼠三兄妹中的長兄。在地上迷路無處可去時，遇到了現在的飼主奧林匹亞。對美食很沒澈，常因抵受不了美食的香味而一溜煙的跑掉。特別喜歡大福麻糬。
帕里斯
侍奉月黃泉的白鼠一族。白鼠三兄妹中的次男。自從在死菫城遇見時貞後，轉而服侍時貞。雖然性格冷靜沈著，但是對兄長的「大福」卻特別嚴格。
茱麗葉
侍奉月黃泉的白鼠一族。白鼠三兄妹中的么妹。與卡梅莉亞一起在死菫城協助緣。性格穩重，很擔心日漸發胖的大福。

### 主題曲
片頭曲
たとえともに 
作詞：ENA☆；作曲：横山克；編曲：内藤慎也；主唱：ENA
片尾曲(Happy Ending)
誰よりも 
作詞：ENA☆；作曲：後藤康二（ck510） ；編曲：内藤慎也；主唱：ENA
片尾曲(Bad Ending)
ひとこと 
作詞：ENA☆；作曲：大西克巳 ；編曲：内藤慎也；主唱：ENA